# Роман-хроніка
Роман-хроніка (від грецьк. χρονικά — літопис)  — літературна форма роману, що містить викладення подій в їх часовій послідовності в житті однієї людини чи цілої сім'ї. Але крім цього містить суто романні засоби — переживання і конфлікти людей. Сюжетоутворюючу роль грає саме час, розповідь-це почергова зміна епізодів.

## Історія жанру
Практично всі ранні літературні сюжети мають форму хроніки (наприклад біблійні історії, «Повість минулих літ», майже всі світові героїчні епоси, середньовічні романи тощо). В Середньовіччі хроніка стала самостійним і досить популярним жанром. В Східній Європі цей жанр мав назву літопис. В епоху Ренесансу хроніку починають використовувати в художній літературі: в п'єсах В. Шекспіра «Генріх VI», «Річард ІІІ», використовується матеріал хронік Р. Холіншеда. До хронік пізнішого часу відносять: «Хроніка часів Карла IX» П. Меріме. 
В літературі XIX ст. використовувався образ літописця, незворушного розповідача, фіксатора подій, замість образу «автора-емпата», і авторських відступів (Ф. М. Достоєвський, М.Є Салтиков-Щедрин («Пани Головльові»), повість С. Аксакова «Сімейна хроніка», Лєскова — «Збіднілий рід»). 
Окремо відмічають романи пародії на хроніки — «Історія одного міста» Салтикова-Щедріна, «Острів пінгвінів» А. Франса — це вже гротескно-сатиричні романи написані у формі хроніки. В ХХ ст. до романів-хронік можна віднести «Життя Клима Самгіна» Максима Горького.

## Зразки романів-хронік

### Українські романи-хроніки
- «Люборацькі» А. Свидницького
- «Чорна рада» П. Куліша;
- «Хроніка міста Ярополя» Ю. Щербака;
- «Марія» У. Самчука;
- «Жовтий князь» В. Барка;
- «Вербівчани» А. Іщука (1978)

### Зарубіжні романи-хроніки
- «Сага про Форсайтів» Дж. Голсуорсі;
- «Будденброки» Т. Манн;
- «Сім'я Тібо» Р. М. дю Гар
- «Чума» А. Камю;